# Frontiera militare del Banato
La Frontiera militare del Banato o Krajina del Banato (in romeno Granița militară bănățeană; in serbo Банатска крајина?, Banatska krajina) è stata la porzione di frontiera militare austro-ungarica situata nel Banato (ora divisa tra Serbia e Romania).
Nel 1783 il confine militare e la città Caransebeș furono inclusi insieme a 12 villaggi vicini.

## Storia
La provincia militare della monarchia asburgica, nota come Banato di Timișoara, fu creata nel 1718. Nel 1751, Maria Teresa d'Austria introdusse un'amministrazione civile per la parte settentrionale della provincia. La parte meridionale rimase sotto amministrazione militare e fu organizzata come la Frontiera militare del Banato. Nel 1849, questa parte di frontiera militare confinava con il Principato di Serbia a sud, con il Voivodato di Serbia e Banato di Timișoara a nord, con Transilvania e Valacchia ad est e con la frontiera militare di Slavonia ad ovest. Rimase parte della frontiera militare asburgica fino alla sua abolizione nel 1871.

## Amministrazione
| Divisione        | Sede       | Note |
| ---------------- | ---------- | ---- |
| Tedesca          | Pančevo    |      |
| Rumena (Vlach)   | Caransebeș |      |
| Serba (Illyrian) | Bela Crkva |      |